# Второй дивизион Футбольной лиги
Второй дивизион Футбольной лиги (англ. Football League Second Division) — второй по значимости уровень в старой системе футбольных лиг Англии с 1892 по 1992 годы. После основания Премьер-лиги стал третьим по значимости дивизионом. После создания Чемпионшипа в сезоне 2004/05 Второй дивизион Футбольной лиги стал называться Футбольная лига 1 (в настоящее время — Лига 1 Английской футбольной лиги).

## Ранняя история
Второй дивизион Футбольной лиги был основан в 1892 году после расширения Футбольной лиги Англии до двух дивизионов: в состав Первого дивизиона вошли клубы, входящие в Футбольную лигу сезона 1891/92, а также три сильнейших клуба конкурирующей лиги, которая называлась Футбольный альянс; в состав Второго дивизиона вошли оставшиеся команды Футбольного альянса.

## Описание
Число участников лиги постоянно увеличивалось, придя к окончательному виду из 24 команд:
- 1893 – 15 команд
- 1894 – 16
- 1898 – 18
- 1905 – 20
- 1919 – 22
- 1987 – 23
- 1988 – 24